# Iben Browning
Iben Browning (9 de enero de 1918 – 18 de julio de 1991) fue un consultor de empresas, autor y  "climatólogo autoproclamado" estadounidense.: p. 2  Adquirió fama por haber hecho diversas predicciones fallidas de desastres en materia de clima, erupciones volcánicas, terremotos y colapsos gubernamentales.: p. 11 

## Vida y carrera
Browning nació en Edna (Texas), creció en el Condado de Jackson (Texas) y se graduó en la Escuela Normal Estatal del Suroeste de Texas en 1937, especializándose tanto en matemáticas como en  física.  Durante la Segunda Guerra Mundial, sirvió en el Cuerpo Aéreo del Ejército de los Estados Unidos.  Posteriormente obtuvo su maestría en la Universidad de Texas en Austin en 1947 y luego su doctorado (Ph.D.) el año siguiente en la misma facultad.  Se doctoró en zoología, con menciones en genética y bacteriología.
Browning se desempeñó en diversos campos de la ciencia, entre los que se contaron la inteligencia artificial y la bioingeniería, y finalmente se interesó en los pronósticos meteorológicos de largo plazo y el cambio climático. Creía que las fluctuaciones del clima se producen por cambios en la cantidad de materia particulada suspendida en la atmósfera, principalmente por actividad volcánica. Creía que esta actividad volcánica puede desencadenarse por las fuerzas mareales terrestres causadas por la Luna, la órbita elíptica de la Tierra alrededor del Sol y la alineación de estos tres cuerpos celestes. Sus predicciones climáticas parten de la base de que el polvo arrojado a la atmósfera por esas erupciones refleja la luz solar, lo que produce un enfriamiento del clima.  Browning creía que los cambios climáticos y en especial el enfriamiento se asocian con problemas mayores en el desarrollo de la sociedad humana, como las hambrunas, las revoluciones y la guerra.
Después de fundar The Browning Newsletter en 1974, Browning describió sus teorías y conclusiones climáticas en Climate and the Affairs of Men (1975), que escribió junto a Nels Winkless III. Al mismo tiempo, creía que la Tierra ha pasado por un prolongado período caliente y se dirige hacia una fase peligrosa de enfriamiento. También declaraba que él no había detectado ningún efecto de la actividad humana sobre el clima.
Browning se hizo famoso por su errónea predicción de que ocurriría un terremoto de mayor envergadura en la Zona Sísmica de Nueva Madrid alrededor del 2 y 3 de diciembre de 1990. Esta predicción no tenía legitimidad científica,: p. 3  siendo ignorada por la mayoría de los sismólogos acreditados, que pensaban que le darían una inmerecida atención a la predicción si la hubieran desacreditado en público.: p. 21  Pese a esto, se divulgó ampliamente en la prensa nacional, lo que produjo miedo, angustia e histeria: p. 3  entre los residentes del Valle del Misisipi. No hubo terremoto en esa área entre las fechas mencionadas. Un estudio realizado por el USGS para entender las causas de la alarma pública generada, describió la metodología de  Browning como seudociencia.
Browning escribió cuatro libros, fue titular de 90 patentes y se desempeñó como climatólogo y consultor de empresas de Paine Webber en diversos campos de la ciencia y la ingeniería. Estaba casado con Florence Pinto y tenía una hija, Evelyn Browning-Garriss, que lo reemplazó como editora de 'The Browning Newsletter'.  Vivió sus últimos años en Albuquerque y falleció allí en su hogar el 18 de julio de 1991 por un ataque cardíaco a la edad de 73 años.